# Mecynoecia proboscideoides
Mecynoecia proboscideoides is een mosdiertjessoort uit de familie van de Entalophoridae. De wetenschappelijke naam van de soort is voor het eerst geldig gepubliceerd in 1862 door Gabb & Horn.